# Alex Fong
Alex Fong Chung-Sun (caratteri cinesi: 方中信; pinyin: Fāng Zhōngxìn; jyutping: Fong1 Zung1 Seon3; Macao, 17 marzo 1963) è un attore cinese basato ad Hong Kong.
Ha sposato l'attrice Hoyan Mok (vincitrice di Miss Hong Kong nel 1993) dopo 12 anni di fidanzamento. I due hanno una figlia.
Ha interpretato sia ruoli principali che secondari in film polizieschi come One Nite in Mongkok, Overheard, Overheard 2, Overheard 3 e Kung Fu Jungle.

## Filmografia

### Cinema
- Tou chuet sam woo hoi, regia di Terence Chang (1986)
- Zhao hua xi shi, regia di Teresa Woo (1987)
- Gli angeli della morte (Tian shi xing dong), regia di Teresa Woo (1987)
- Hei Bo, regia di Yan Yee Lee (1988)
- Tian shi xing dong II zhi huo feng kuang long, regia di Teresa Woo (1988)
- Tin si hang dung III: Moh lui mut yat, regia di Stanley Tong e Teresa Woo (1989)
- Wo ai Tang Ren Jie, regia di Jamie Luk (1989)
- Dei tau lung, regia di Chun-Ku Lu (1990)
- Siu tau Ah Sing, regia di Yuen Chor (1990)
- Heng chong zhi chuang huo feng huang, regia di Chun-Ku Lu (1990)
- Qi zu, regia di Kirk Wong (1990)
- Xue zai feng shang, regia di Chor Yuen (1990)
- Jing tian long hu bao, regia di Godfrey Ho (1990)
- Mo huan zi shui jung, regia di Kent Cheng (1990)
- Mong ming ying luen, regia di Siu-Tong Chung (1990)
- Bu ju, regia di Chi-Lien Yu (1991)
- Po jian ji xian feng, regia di Hsu Hsia (1991)
- Ji ya lian, regia di Terry Kay-Ming Tong (1991)
- Qing ben jia ren, regia di Chi-Kin Yeung (1991)
- Mao bian, regia di Cheng Chow (1991)
- Jin hai cang lang, regia di Chih-Chao Chang (1991)
- Yao nu dou shi gong, regia di Ma Shao-Wei (1991)
- Fa gai kwong ban, regia di Wang Lung-wei (1992)
- Wu nan qing wei liao, regia di Andy Wing-Keung Chin (1992)
- Bei gwai wan, regia di Shan Hua e Tin-Hung Yiu (1992)

- Bong gaa Ding Ding Don (綁架丁丁當), regia di  Wilson Chin (2016)
- 2014 - Insanity
- 2014 - The Crossing
- 2014 - Kung Fu Jungle
- 2014 - One Step Away
- 2014 - Overheard 3
- 2013 - Love in Langzhong
- 2013 - Mark of Youth
- 2013 - Timeless Love
- 2012 - The Great Magician
- 2011 - Overheard 2
- 2011 - The Founding of a Party
- 2011 - The Lost Bladesman
- 2011 - Be a Mother
- 2010 - The Fantastic Water Babes
- 2010 - Love Is The Last Word
- 2010 - To Love or Not
- 2010 - Triple Tap
- 2010 - Once a Gangster
- 2010 - Just Another Pandora's Box
- 2010 - Blue Cornflower
- 2009 - Overheard
- 2008 - If You Are The One
- 2008 - All About Women
- 2008 - Esquire Runway
- 2007 - Big Movie
- 2006 - Heavenly Mission
- 2006 - Don't Open Your Eyes
- 2005 - Home Sweet Home
- 2005 - Drink-Drank-Drunk
- 2005 - Mob Sister
- 2005 - Crazy'n The City
- 2004 - Astonishing
- 2004 - One Nite In Mongkok
- 2004 - Cop Unbowed
- 2004 - Explosive City
- 2003 - My Lucky Star
- 2003 - The Death Curse
- 2002 - Devil Touch
- 2001 - Sharp Guns
- 2001 - City Of Desire
- 2001 - The Cheaters
- 2000 - Eternal Love
- 2000 - Double Tap
- 2000 - When I Fall in Love... With Both
- 1999 - Red Rain
- 1999 - Rules of the Game
- 1998 - The Storm Riders
- 1998 - Casino
- 1998 - Portland Street Blues
- 1998 - A True Mob Story
- 1998 - Your Place Or Mine
- 1998 - Raped by an Angel 3: Sexual Fantasy of The Chief Executive
- 1998 - Till Death Do Us Part
- 1998 - Cheap Killers
- 1997 - We're No Bad Guys
- 1997 - Downtown Torpedoes
- 1997 - Lifeline
- 1996 - A Moment Of Romance 3
- 1995 - Hard Touching
- 1995 - Dream Killer
- 1995 - Heart Stealer
- 1994 - Blaze Of Love
- 1994 - Beyond The Copline
- 1994 - Love Recipe
- 1994 - He And She
- 1994 - Love Sick
- 1993 - Guns Of Dragon
- 1993 - Angel of Vengeance (Miao jie shi san mei)
- 1993 - Fatal Seduction
- 1993 - Angel of The Road
- 1993 - The Invincible Constable
- 1992 - Rover Killer And Madame
- 1992 - The Mighty Gambler
- 1992 - Guys In Ghost's Hand
- 1992 - Club Girl's Romance
- 1992 - Raiders of Loesing Treasure
- 1992 - Battle In Hell
- 1992 - The Beauty's Evil Roses
- 1992 - Behind the Pink Door
- 1992 - Secret Police

### Serie televisive
- 2012 - A Great Way to Care II
- 2009 - The Last Night of Madam Chin
- 2008 - A Great Way to Care
- 2007 - The Building Blocks of Life
- 2006 - C'est La Vie, Mon Chéri
- 2006 - Dreams Link
- 2006 - Love's New Breath
- 2006 - Fox Volant of the Snowy Mountain
- 2005 - Phoenix From The Ashes
- 2005 - Legend Of Hero
- 2005 - Endless Love
- 2004 - Split Second
- 2004 - Crime Investigators 2004
- 2003 - Crime Fighters
- 2003 - Life Begins At Forty
- 2003 - Love and Again
- 2002 - Burning Flame II
- 2002 - Just In Time For The Wedding
- 2001 - Money Game
- 2000 - Showbiz Tycoon
- 1999 - Love Is In The Air
- 1999 - Wind Cloud Changes
- 1998 - The Business
- 1997 - Interpol
- 1996 - A Woman's Story
- 1996 - Before Dawn
- 1994 - Corruption Doesn't Pay (con Esther Kwan)
- 1994 - The Intangible Truth
- 1993 - Eternity
- 1992 - Crime Fighters

### Film per la televisione
- 2002 - The Healing Spirit
- 1995 - Last Dance
- 1994 - A Story of Two Drifters
- 1993 - Can't Stop Loving You (Ai dao jin tou)
- 1992 - Passions Across Two Time Life
- 1992 - Till Death, Do Us Part

### Apparizioni in video musicali
- 2004 - 前所未見 di Kelly Chen
- 1994 - 猶豫不決 di Charlie Yeung

## Premi e riconoscimenti
| Anno | Premio                                          | Categoria                         | Film                | Risultato       |
| ---- | ----------------------------------------------- | --------------------------------- | ------------------- | --------------- |
| 1998 | Diciottesimi Hong Kong Film Awards              | Miglior Attore non Protagonista   | Your Place or Mine  | Candidato/a     |
| 1998 | Trentacinquesimi Golden Horse Awards            | Miglior Attore non Protagonista   | Your Place or Mine  | Candidato/a     |
| 2000 | Terzo Taipei Film Festival                      | Miglior Attore                    | Red Rain            | Vincitore/trice |
| 2002 | Sesti TVB Anniversary Awards                    | Personaggio Televisivo più Votato | Burning Flame II    | Vincitore/trice |
| 2004 | Ventiquattresimi Hong Kong Film Awards          | Miglior Attore                    | One Nite in Mongkok | Candidato/a     |
| 2004 | Quinti Chinese Media Awards                     | Miglior Attore                    | One Nite in Mongkok | Vincitore/trice |
| 2005 | Venticinquesimi Hong Kong Film Awards           | Miglior Attore non Protagonista   | Drink Drank Drunk   | Candidato/a     |
| 2005 | Quarantaduesimi Golden Horse Awards             | Miglior Attore non Protagonista   | Drink Drank Drunk   | Candidato/a     |
| 2008 | Undicesimo Shanghai International Film Festival | Miglior Attore                    | Esquire             | Candidato/a     |
| 2009 | Ventinovesimi Hong Kong Film Awards             | Miglior Attore non Protagonista   | Overheard           | Candidato/a     |